# أوكالبتوس إهليلجي
أوكالبتوس إهليلجي (الاسم العلمي:Eucalyptus elliptica) هو نوع من النباتات يتبع جنس الأوكالبتوس من فصيلة الآسية.